# Yummi yummi
Yummi yummi er et album udgivet på EMI af Kim Larsen & Bellami den 13. januar 1988. Albummet har solgt 320.000 eksemplarer.

## Spor
| #   | Titel                                      | Sangskriver(e)                                   | Længde |
| --- | ------------------------------------------ | ------------------------------------------------ | ------ |
| 1.  | "Den første kærlighed"                     | Kim Larsen, Per Rasmussen, Henning Pold / Larsen | 3:40   |
| 2.  | "Tjikker likker tjau tjau"                 | Larsen                                           | 3:10   |
| 3.  | "Østerbro Svømmehal"                       | Larsen / Larsen, Erik Clausen                    | 3:10   |
| 4.  | "Selvfølig må de det"                      | Larsen / Larsen, Peter Ingemann                  | 2:25   |
| 5.  | "Der truer os i tiden"                     | Melodi fra det 16. årh. / Ole Wivel              | 3:40   |
| 6.  | "Baggårdskatten"                           | Larsen, Katrine Jensenius                        | 2:55   |
| 7.  | "De smukke unge mennesker" (til Sylvester) | Larsen                                           | 3:30   |
| 8.  | "Yummi yummi"                              | Larsen                                           | 3:40   |
| 9.  | "Fochbecker Chaussee"                      | Larsen, Pold / Larsen                            | 3:10   |
| 10. | "Harvey's Bar"                             | Larsen, Hans Fagt / Larsen, Mogens Mogensen      | 3:55   |
| 11. | "Tante Janni's sommerpension"              | Larsen                                           | 3:35   |
| 12. | "Vend kajakken"                            | Larsen, Mogensen, Bellami                        | 4:20   |

## Personel

### Musikere
- Kim Larsen - vokal, guitar
- Henning Pold - bas, vokal
- Peter Ingemann - keyboards, vokal
- Per "Klit" Rasmussen - guitar
- Hans Fagt - trommer, vokal

Yderligere musikere
- Lars Overgaard - guitar (4)

### Produktion
- Poul Bruun - producer, foto (bagside)
- Kim Larsen & Bellami - producer (undtagen 12)
- Karsten Sommer - producer (12)
- Malik Høegh - producer, lydtekniker (12)
- Lars Overgaard - lydtekniker, mix
- Thomas Brekling - lydtekniker
- Axel Strandberg - lydtekniker
- Jimmy Breyen - lydtekniker
- Finn Fergusson - lydtekniker
- Jimmy Pedersen - lydtekniker (12)
- Mand Over Bord/Søren A (efter idé af Larsen, Bruun og Bellami) - cover
- Robin Skjoldborg - foto (inderpose)

## Hitlister
| Hitliste (1988)                         | Højeste placering |
| --------------------------------------- | ----------------- |
| Danmark (IFPI)                          | 1                 |
| European Top 100 Albums (Music & Media) | 54                |
| Norge (VG-lista)                        | 1                 |
| Sverige (Sverigetopplistan)             | 8                 |